# Daniele Balestri
Daniele Balestri es un ex ciclista profesional italiano. Nació en Pontedera (Toscana) el 8 de mayo de 1978. 
Su mayor éxito como profesional fue la victoria en el Tour de Finisterre de 2004.

## Palmarés
2001
- GP Inda

2004
- Tour de Finisterre